# Jinshanling

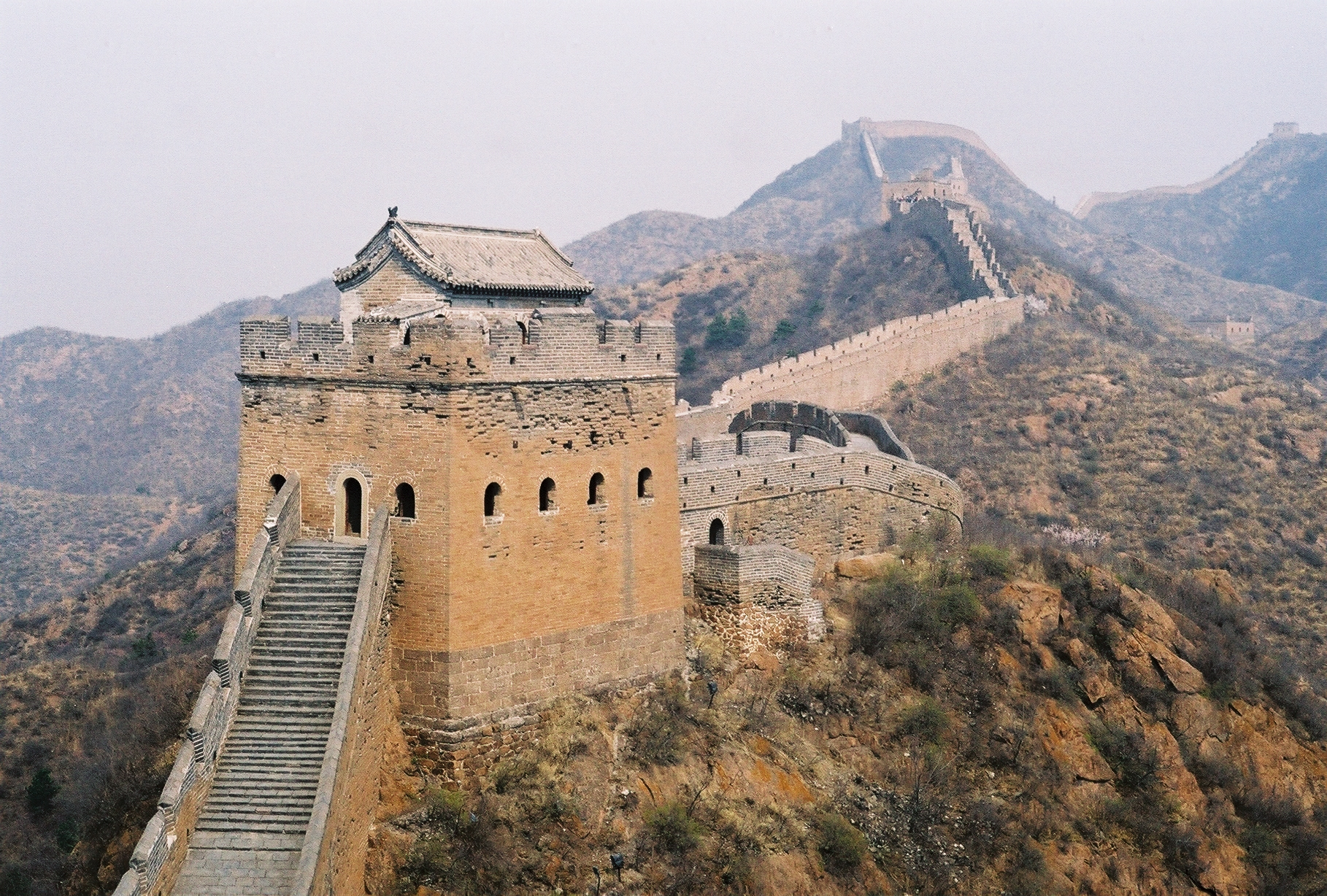
Kinesiska muren vid Jinshanling

Jinshanling (金山岭) är en sektion av Kinesiska muren. Jinshanling ligger i Luanping härad i  Hebei 110 km norrost om centrala Peking i Kina.
Muren vid Jinshanling byggdes 1571 av general Qi Jiguang under Mingdynastin (1368-1644). I dag är muren vid Jinshanling delvis renoverad och är ett populärt turistmål för vandring och fotografering. Vanliga vandringssträckor är från Jinshanling öster ut mot Simatai, eller från Jinshanling och väster ut till Gubeikou.